# Ligne de Bayonne à Saint-Jean-Pied-de-Port
La ligne de Bayonne à Saint-Jean-Pied-de-Port est une ligne ferroviaire française à écartement standard à voie unique reliant Bayonne (bifurcation de Mousserolles) à Saint-Jean-Pied-de-Port. Elle est située intégralement dans le département des Pyrénées-Atlantiques.
Elle constitue la ligne 660 000 du réseau ferré national.

## Histoire

### Origine
En août 1878, le conseil général du département est informé d'une proposition du gouvernement pour deux projets de lignes de chemin de fer dont notamment une de « Bayonne à Saint-Jean-Pied-de-Port ». La commission qui a étudié ce projet est unanime pour l'intérêt qu'il comporte pour les populations desservies par cette ligne de desserte d'un chef-lieu de canton. Néanmoins ce dossier comporte également un rapport supplémentaire du préfet demandant à la commission de compléter la demande par un embranchement d'Ossès aux Aldudes. Cet ajout est justifié par le double fait que cette branche de la ligne, favorisera l'exploitation et la mise en valeur des richesses minières et forestières de la vallée de Baïgorry et qu'elle formera l'embryon d'une future ligne internationale vers Pampelune en Espagne.
Les membres de la commission ont accueilli favorablement l'ensemble de ce projet mais n'ont pas réussi à trouver un consensus sur le point du calendrier des réalisations, une minorité estimant que le vœu du conseil devait mettre la priorité sur la réalisation de liaison avec l'Espagne. En fin de compte les conseillers sont amenés à voter uniquement sur la proposition suivante : vœu pour l'ouverture d'une voie ferrée de Bayonne à Saint-Jean-Pied-de-Port avec un embranchement d'Ossès aux Aldudes. La réponse est majoritairement oui avec en conséquence le vote d'un crédit de 1 300 fr pour les études à faire sur cette ligne.
Cette ligne, ainsi que son embranchement, est intégrée dans le plan Freycinet où elle a été classée par la loi du 17 juillet 1879 en dernière position (no 181) des lignes du réseau des chemins de fer d'intérêt général, sous l'intitulé « Bayonne à Saint-Jean-Pied-de-Port, avec embranchement d'Ossès à Saint-Étienne-de-Baïgorry ».

### Études et déclaration d'utilité publique
En août 1879 le rapport du préfet donne aux conseillers le résultat des premières études : longue de 57 km elle se détache de la grande ligne d'Espagne vers Irun, pour remonter la vallée de la Nive jusqu'à Ossès où elle bifurque vers Saint-Étienne et Saint-Jean. Les ingénieurs doivent présenter au cours de l'année l'avant projet de la partie entre Bayonne et Ossès. L'avant projet précise son tracé : elle s'embranche sur la ligne de Bayonne à Irun au point où ce chemin quitte la vallée de la Nive, et suit cette vallée jusqu'à Ossès en passant par ou près Ustarits, Cambo, Bidarray. À Ossès, la ligne se bifurque, l'une des branches se dirige sur Saint-Jean-Pied-de-Port en suivant la vallée de la Nive de Béhérobie, l'autre aboutit à Saint-Étienne-de-Baïgorry. La longueur de la ligne avec l'embranchement est de 56,389 mètres. La dépense prévue est de 16 963 903 fr, dont 12 214 250 fr pour l'infrastructure, 3 621 913 fr pour la superstructure et 1 127 749 fr pour le matériel roulant.
Cet avant projet est approuvé par une décision ministérielle le 20 décembre 1879. Il est soumis à l'enquête d'un mois au début de l'année 1880. Les ingénieurs attendent la loi déclarative d'utilité publique pour présenter le projet définitif de tracé et de terrassement. La ligne est déclarée d'utilité publique par une loi le 28 juillet 1881.

### Travaux
Dans son rapport présenté en août 1880 au conseil général, l'ingénieur en chef indique : les premiers chantiers sont ouverts, organisés en régie, ils concernent la construction des galeries de plusieurs souterrains. Le premier lot, qui comprend les terrassements et ouvrages d'art pour 9 kilomètres, avec un coût évalué à 2 000 000 fr, est en cours d'approbation par l'administration. Les enquêtes spécifiques aux stations ont été réalisées dans deux des arrondissements intéressés. Le bilan de l'enquête réalisée dans celui de Bayonne est dans les mains de l'administration supérieure accompagnée des propositions suivantes : 1° Station de Cambo, à établir dans la plaine du Bas-Cambo, les chemins d'accès sont à la charge de la commune ; 2° Halte de Halsou, ouverte uniquement aux voyageurs (grande vitesse) elle doit disposer un petit bâtiment spécifique établi au plus proche possible du pont de Larressore sur la Nive ; 3° Halte de Louhossoa à établir vers le piquet 279. L'enquête de l'arrondissement de Mauléon est en préparation pour être envoyé à l'administration. Les enquêtes sur les plans parcellaires ont eu lieu dans les communes de Bayonne, Villefranque, Ustaritz, Jatxou et Halsou.

### Ligne de la compagnie du Midi
Elle est concédée à la Compagnie du Midi par une convention signée entre le ministre des Travaux publics et la compagnie le 9 juin 1883. Cette convention est approuvée par une loi le 20 novembre 1883.
La ligne est mise en service en plusieurs étapes :
- Bayonne (bif de Mousserolles) à Cambo-les-Bains : 19 janvier 1891 ;
- Cambo-les-Bains à Ossès : 20 août 1892 ;
- Ossès à Saint-Jean-Pied-de-Port : 11 décembre 1898.

Le 26 juin 1898 était mis en service le court embranchement d'Ossès à Saint-Étienne-de-Baïgorry.
Une antenne « de Cambo à Hasparren » est concédée à titre éventuel à la compagnie des chemins de fer du Midi et du Canal latéral à la Garonne par une convention signée entre le ministre des Travaux publics et la compagnie le 19 juin 1900. Cette convention est approuvée une loi le 8 juillet 1900 qui déclare la ligne d'utilité publique. Cette antenne n'a pas été réalisée et elle est retirée des lignes concédées à la Compagnie des chemins de fer du Midi par une convention signée le 4 juillet 1908 entre le ministre des Travaux publics et la compagnie. Cette convention est approuvée par une loi le 17 juillet suivant.

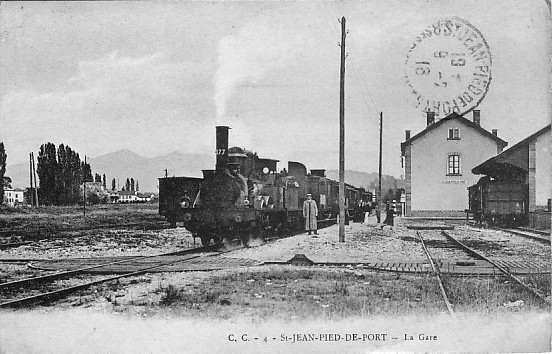
Train en gare de Saint-Jean-Pied-de-Port vers 1910.

Des l'ouverture de la ligne dans sa totalité les trains mixtes, voyageurs et marchandises, à traction vapeur sont favorablement accueillis par les utilisateurs potentiels, bien qu'ils mettent entre 1 h 45 et 2 h 0 pour parcourir la ligne dans sa totalité. En 1900 le bilan du transport est de 280 000 voyageurs et 50 000 tonnes de marchandises.
La ligne a été électrifiée en 1,5 kV - CC en 1930 - 1931.

### Ligne de la SNCF
Au début des années 2000, la ligne qui n'a pas fermé, comme bien d'autres, est néanmoins constituée d'une voie à bout de souffle, que Réseau ferré de France et la SNCF estiment comme n'ayant pas un trafic annuel suffisant pour justifier les investissements nécessaires à sa rénovation. Les trains circulent avec une vitesse maximum de 70 km/h, atteinte uniquement sur quelques tronçons, ce qui donne pour le trajet complet un temps de 55 minutes. Les circulations comportent encore quelques trains de marchandises, essentiellement du bois, et des trains de voyageurs à raison de trois allers-retours quotidiens hors saison d'été où deux trains voyageurs supplémentaires sont ajoutés. L'hiver le matériel roulant utilisé est diesel et l'été ce sont des Z 7300 qui assurent les missions omnibus voyageurs.
Les installations de traction électrique ont été déposées en mai 2010. La vitesse est réduite à 50 km/h, voire moins par portions, avant des travaux de régénération de la ligne qui permettent son retour à 70 km/h en 2015.

## Tracé
La ligne suit la Nive durant la majeure partie de son parcours et s'élève progressivement vers Saint-Jean-Pied-de-Port.
Au départ de la gare de Bayonne, elle partage durant quelques kilomètres le tracé à double voie des lignes de Bordeaux à Irun et de Toulouse à Bayonne jusqu'à la bifurcation de Mousserolles.
Un kilomètre après cette bifurcation qui marque le début de la voie unique, la ligne était rejointe par le raccordement d'Aïtachouria, qui permettait via un viaduc sur la Nive, de rejoindre les voies ferrées du port de Bayonne (rive gauche), autrement dit la Ligne de Bayonne à Allées-Marines. Ce raccordement est déclassé par décret le 5 mai 1950.

## Exploitation
La ligne est desservie par des TER Nouvelle-Aquitaine dont le mode de traction est le diesel étant donné la dés-électrification commencée en raison de la vétusté de la ligne. Des travaux ont été entrepris entre Bayonne et Cambo-les-Bains pour moderniser cette portion en 2010.
Le temps de trajet est d'environ 1h20 (entre 1h18 et 1h25 pour le trajet quotidien qui dessert tous les arrêts) à la mi-2015 ce qui est très légèrement plus qu'avant les travaux de rénovation des voies entre Bayonne et Cambo, puis il redescend à un peu moins d'une heure avec l'achèvement de la rénovation complète. Beaucoup de voyageurs sont des pèlerins sur les chemins de Saint-Jacques.
Jusqu'en 2004, la ligne était utilisée pour le fret ferroviaire. Étant donné que la ligne est en cul-de-sac, et qu'elle dessert une région très faiblement industrialisée, le trafic se limitait au bois et autres produits agricoles de masse.
En 2010, des travaux de renouvellement du ballast et de la voie se sont déroulés entre Cambo les Bains et Bayonne.
En mars 2014, des éboulements ont eu lieu sur la ligne ce qui a eu pour conséquence la fermeture complète de la ligne et le remplacement par des cars de substitution. En juillet le tronçon Bayonne - Cambo-les-Bains doit être rouvert à la circulation[réf. nécessaire].
En 2015, des travaux de renouvellement du ballast et de la voie se sont déroulés entre Cambo les Bains et Saint Jean Pied de Port, sur 32,6 km. Ces travaux, normalement achevés en octobre, ont retardé la réouverture de la ligne de 5 semaines. Celle-ci a eu lieu le 22 novembre 2015. La ligne ferme à nouveau le 6 février 2017 à la suite d'un glissement de terrain puis rouvre après travaux le 5 mai.
En 2016/2017, la fréquence est de quatre à cinq allers-retours par jour et la fréquentation d'environ 130 voyageurs par jour.
Le 15 décembre 2019, la fréquence est renforcée entre Bayonne et Cambo les Bains, passant de cinq à huit allers-retours en semaine en desserte omnibus avec la fermeture de trois gares : Jatxou, Itxassou et Louhossoa,. Finalement la gare d'Itxassou rouvre à partir de juillet 2022. 

## Parcours en images

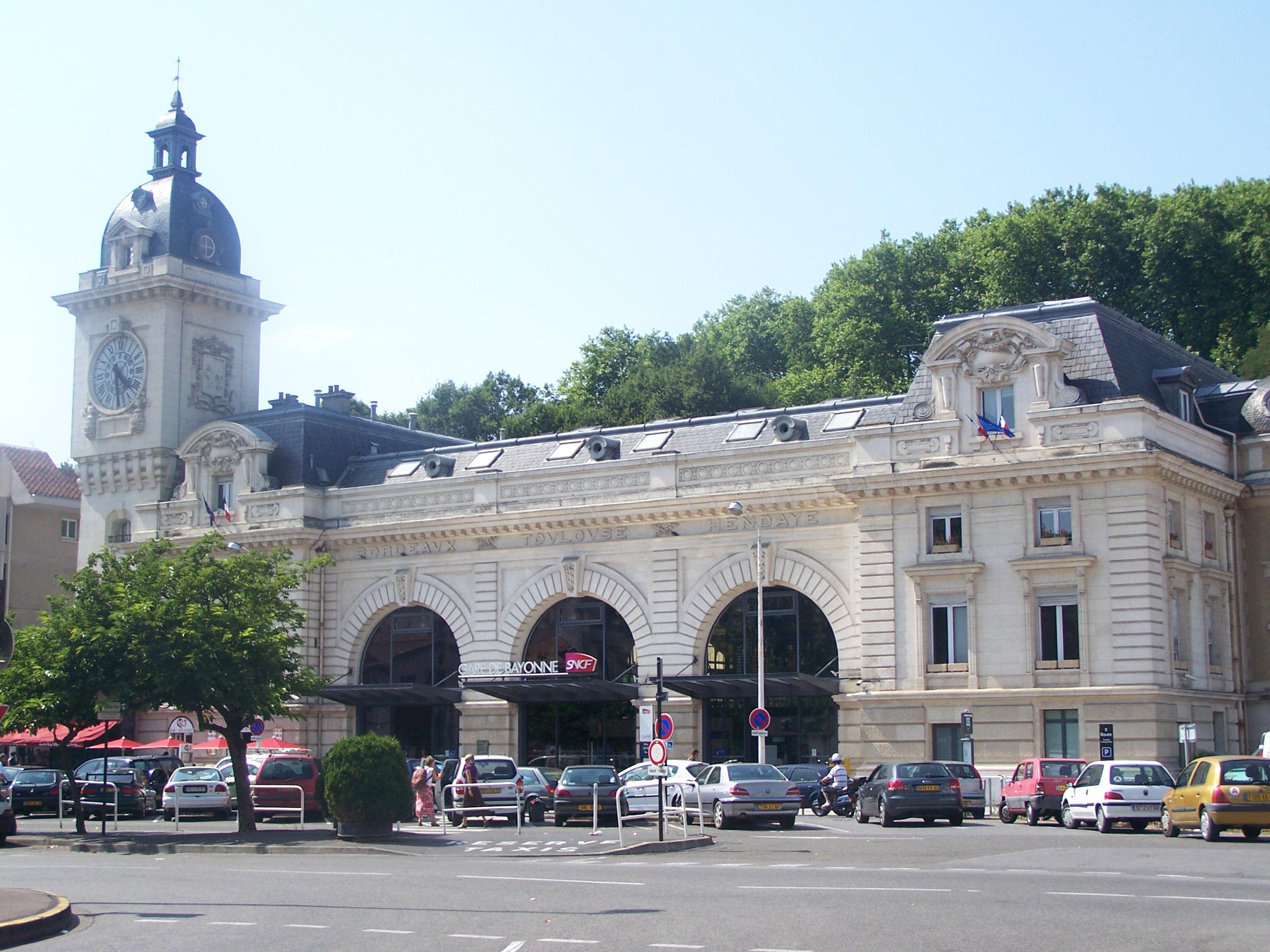
Bayonne
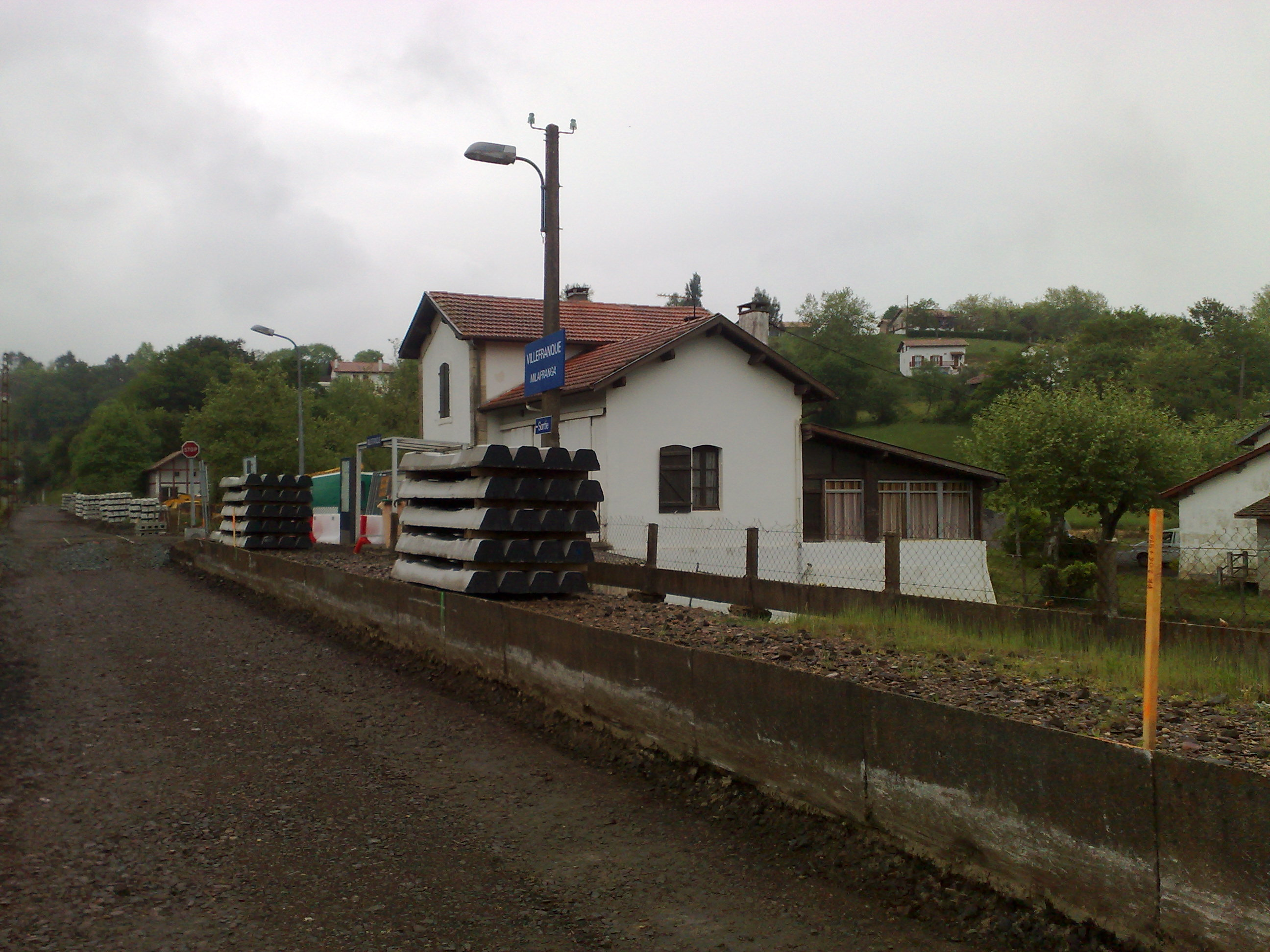
Villefranque
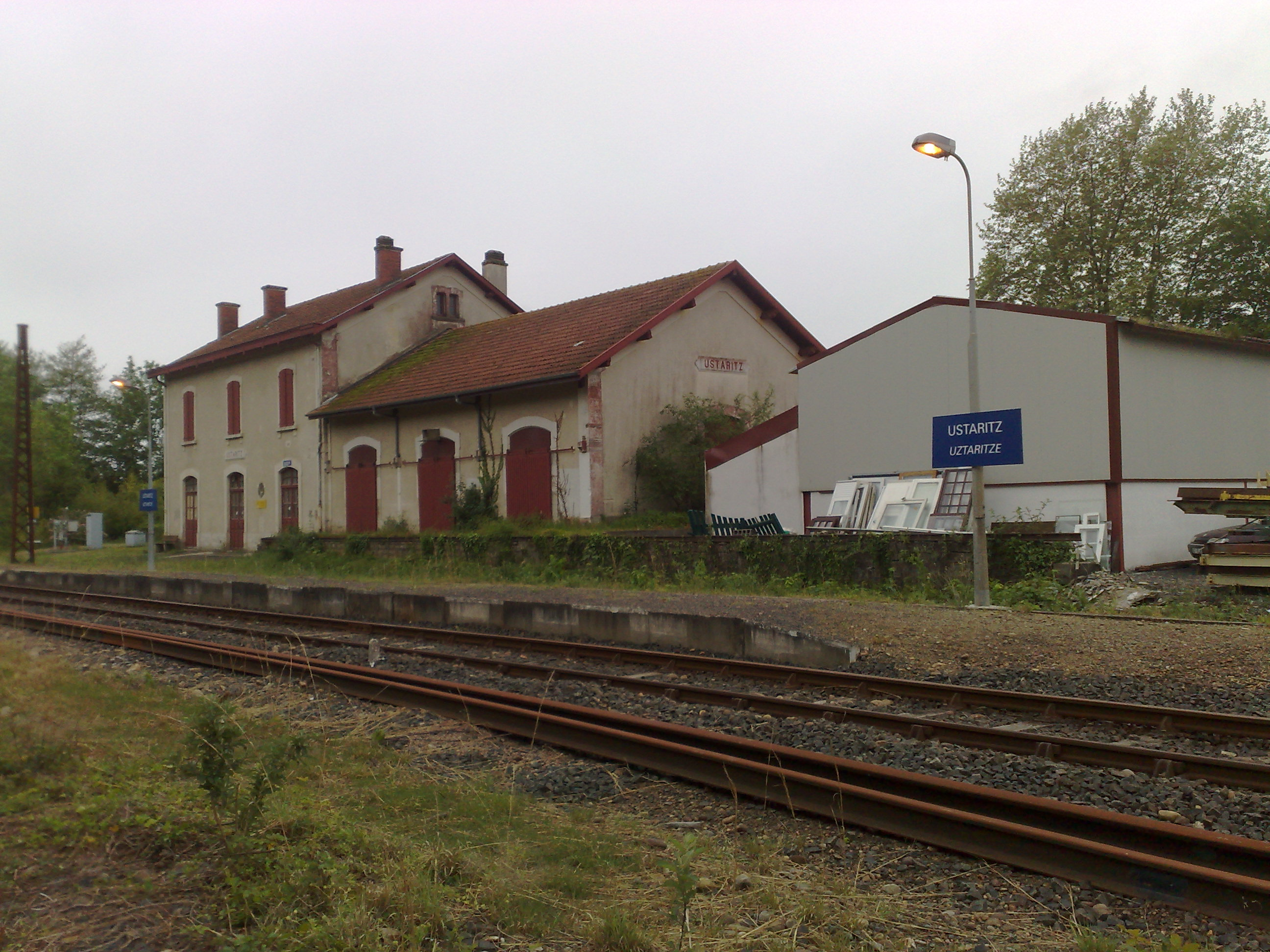
Ustaritz
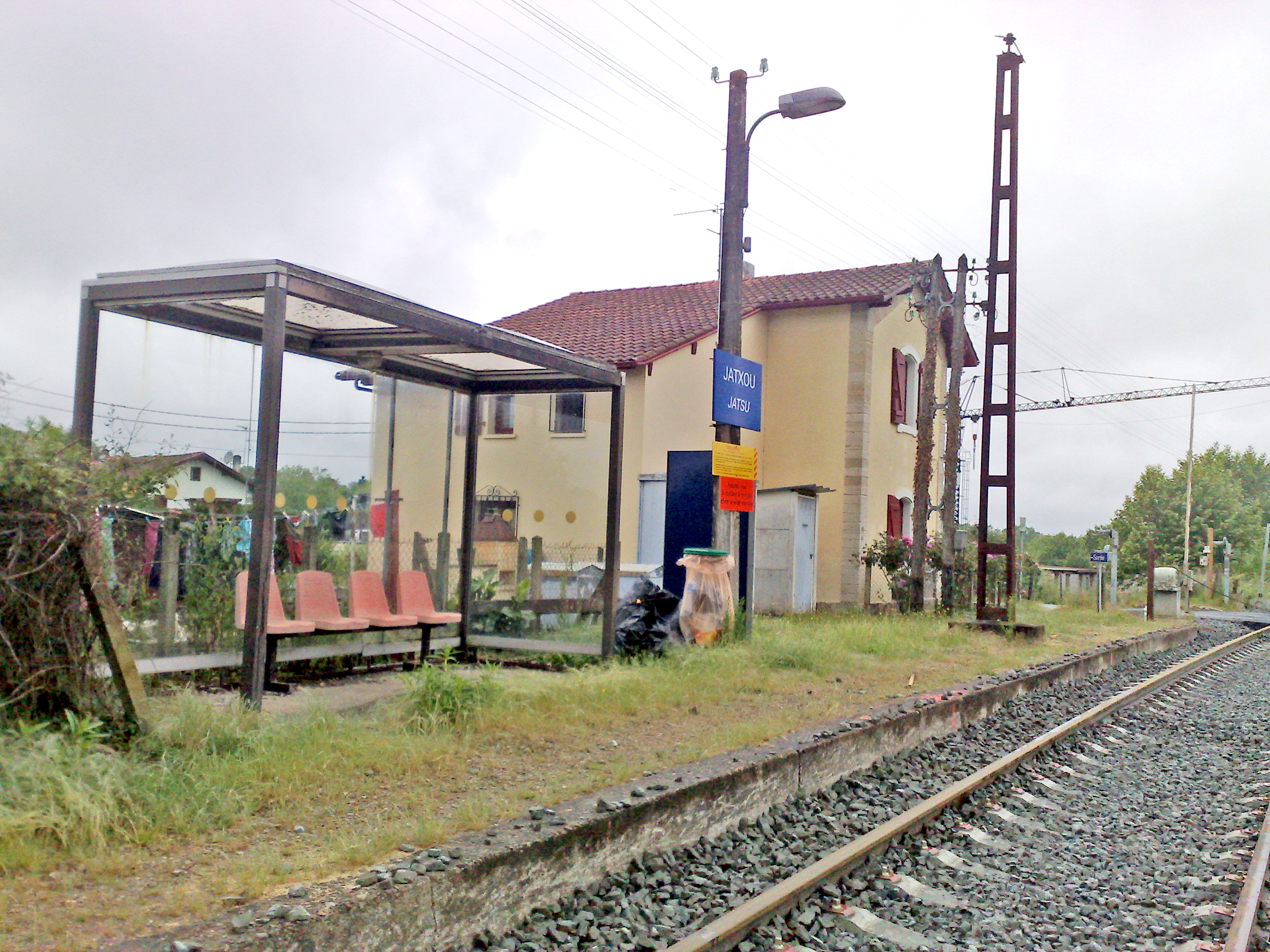
Jatxou
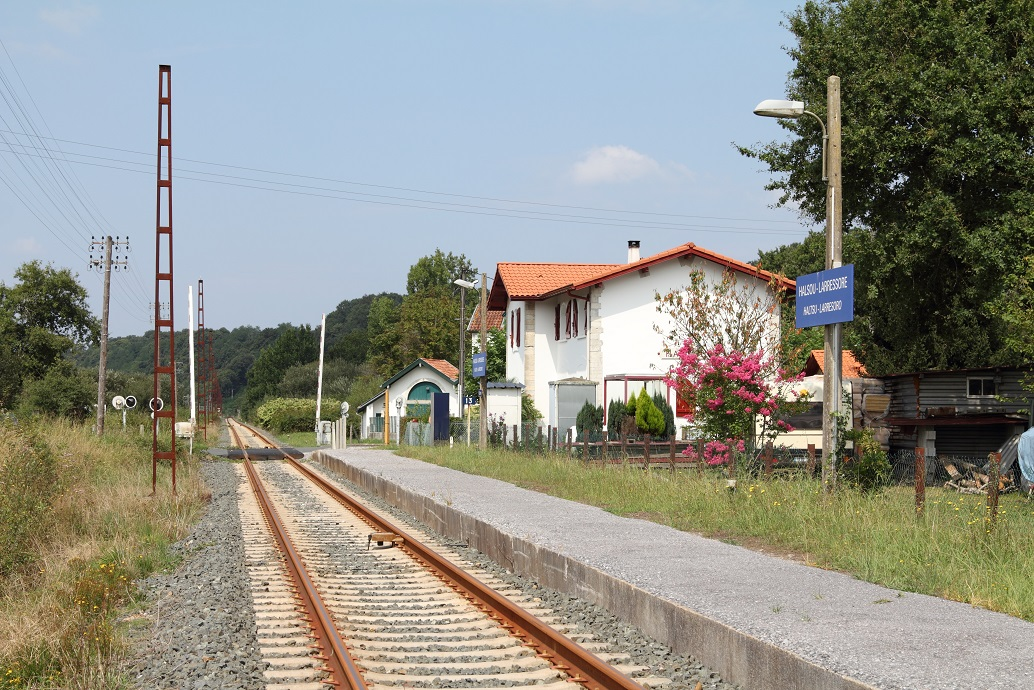
Halsou - Larressore
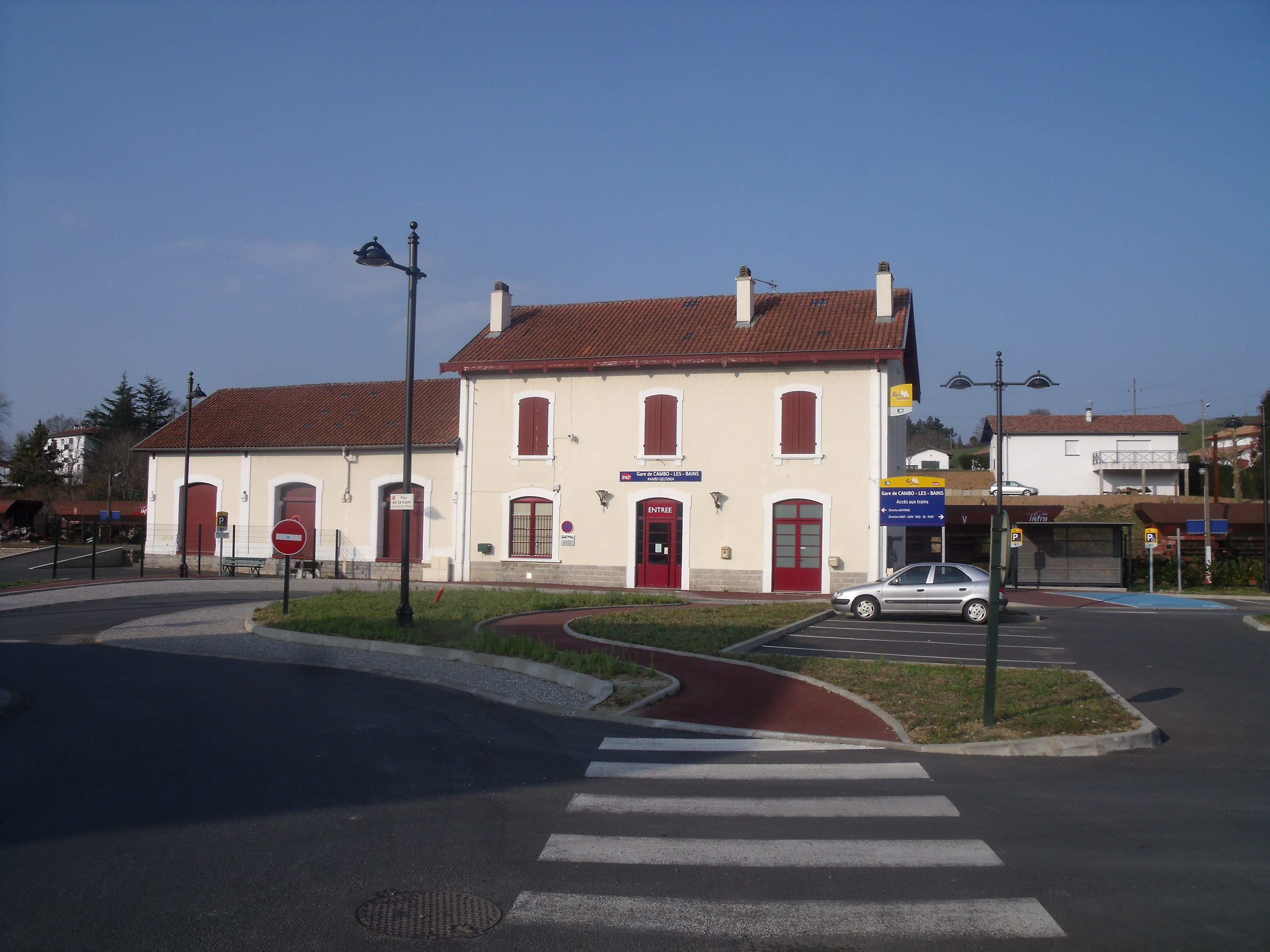
Cambo-les-Bains
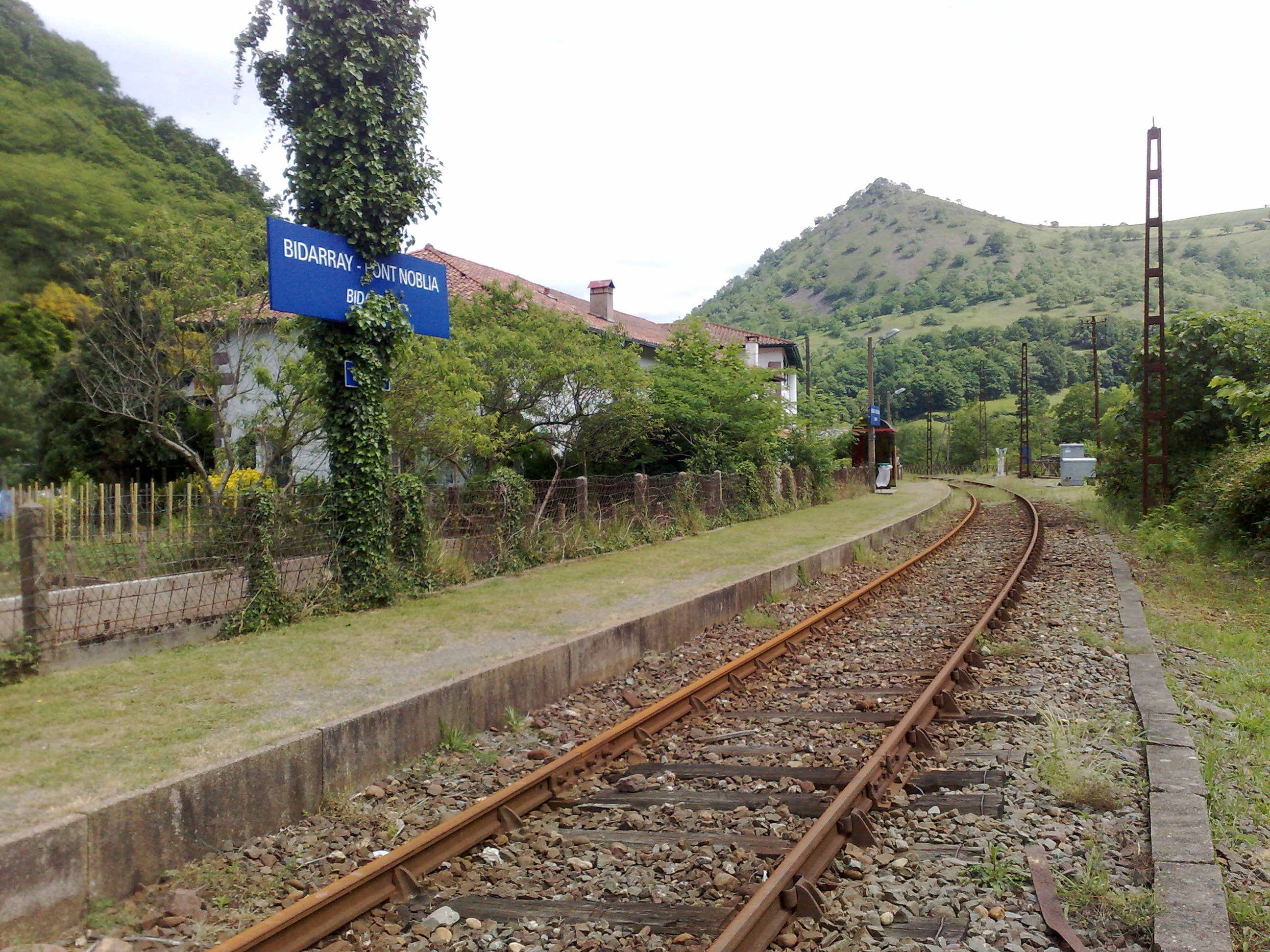
Pont-Noblia-Bidarray
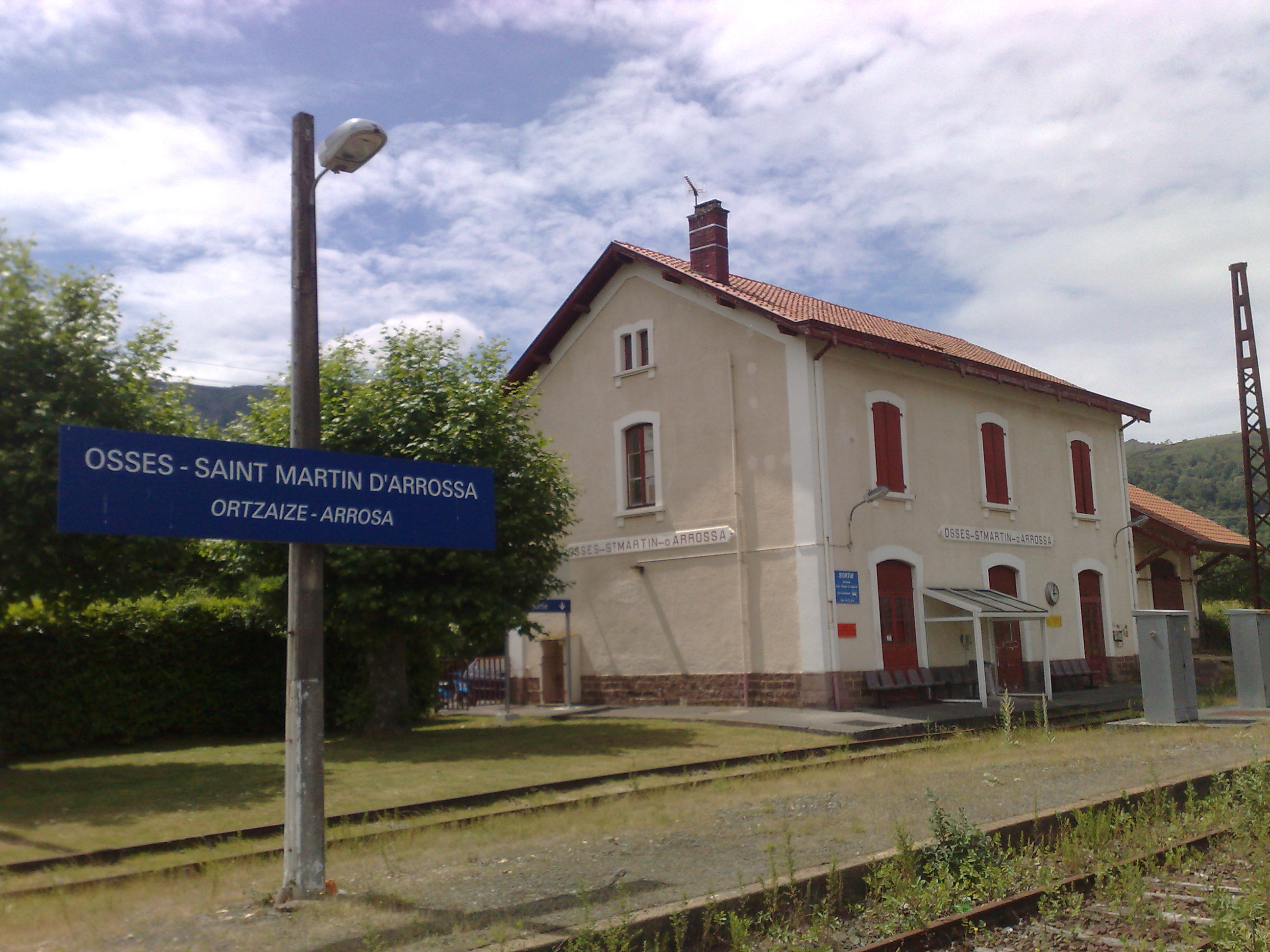
Ossès - Saint-Martin-d'Arrossa
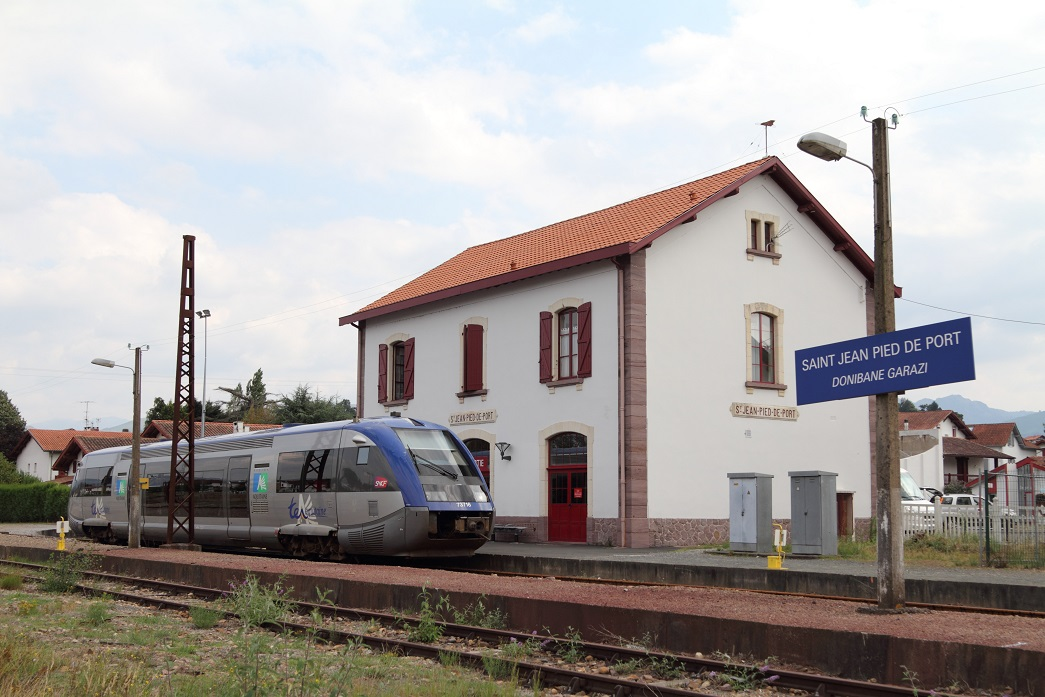
Saint-Jean-Pied-de-Port